# 有信館
有信館（ゆうしんかん）は、1885年（明治18年）に根岸信五郎が開いた剣術道場。

## 概要
根岸信五郎は幕末に江戸三大道場の一つ練兵館で斎藤新太郎に師事し、神道無念流免許皆伝を授けられた。明治維新後の1885年（明治18年）、根岸は東京府神田区西小川町一丁目四番地に神道無念流の道場有信館を開いた。
有信館の稽古は警視庁をもしのぐ荒稽古で知られ、「警視庁の稽古は冥土の旅、三途の川渡れば有信館」と言われた。突き、横面、足搦、投げ、組討ちなどの荒技を奨励し、稽古中に力尽きて倒れた者は戸板で運び出され、稽古後は道場の床が汗、血、反吐で汚れているのがありふれた光景であった。
根岸の高弟中山博道は、免許皆伝を得て有信館を継承し、本郷区真砂町に移した。大正から昭和初期にかけて、有信館は高野佐三郎の道場修道学院と並び剣道界の勢力を二分した。また、中山は剣道のほかに居合術、杖術の範士でもあり、有信館では神道無念流剣術のみならず夢想神伝流居合、神道夢想流杖術も指導した。
有信館の支部は東京深川、東京市谷、福島市、木更津町、岐阜、呉市、防府市、朝鮮羅南の8か所に及んだ。
門人には、通い弟子、塾生、書生といった区別があり、塾生は月に20円～25円の金を納めた。書生は内弟子であり、風呂焚きや清掃で奉仕した。「有信館三羽烏」といわれた羽賀準一、中倉清、中島五郎蔵のうち、羽賀は通い弟子、中倉は塾生、中島は書生であった。
羽賀は第二次大戦後も有信館の影響を強く残した剣道を続け、羽賀の弟子たちは全日本剣道連盟に所属することなく一剣会羽賀道場、日本剣道協会を設立して活動を続けている。

## 主な門人
- 細田謙蔵
- 山本忠次郎
- 橋本統陽
- 増田真輔
- 羽賀準一
- 中倉清
- 中島五郎蔵
- 福島小一
- 中山善道
- 木村栄寿
- 橋本正武
- 檀崎友彰
- 山蔦重吉
- 寺井知高
- 大錦卯一郎